# Cori le Moussaillon
Pour les articles homonymes, voir Cori.
Cori le Moussaillon est une série de bande dessinée créée par le Belge Bob de Moor. Publiée à partir de 1951 dans l'édition belge de l'hebdomadaire Tintin, elle a été animée par son créateur jusqu'à sa mort en 1992.
En 1945, de Moor avait déjà créé une bande dessinée d'aventures mettant en scène un jeune moussaillon : Bart le Moussaillon (Bart de Scheepsjongen). Avec Cori, situé au début du XVIIe siècle, il livre un récit plus ambitieux mais doit abandonner la série dès 1952, accaparé par son nouveau emploi de premier assistant d'Hergé.
De Moor reprend Cori au milieu des années 1970, peu après la réédition du premier volume par un éditeur patrimonial. Dans cette nouvelle version, qui se déroule à la fin du XVIe siècle, Cori est un agent secret de la reine Élisabeth d'Angleterre infiltré au sein de l'Invincible Armada. Casterman publie ainsi quatre albums entre 1977 et 1993, dont l'un, L'Expédition maudite, reçoit l'Alfred du meilleur album jeunesse au festival d'Angoulême 1988.

## Publications

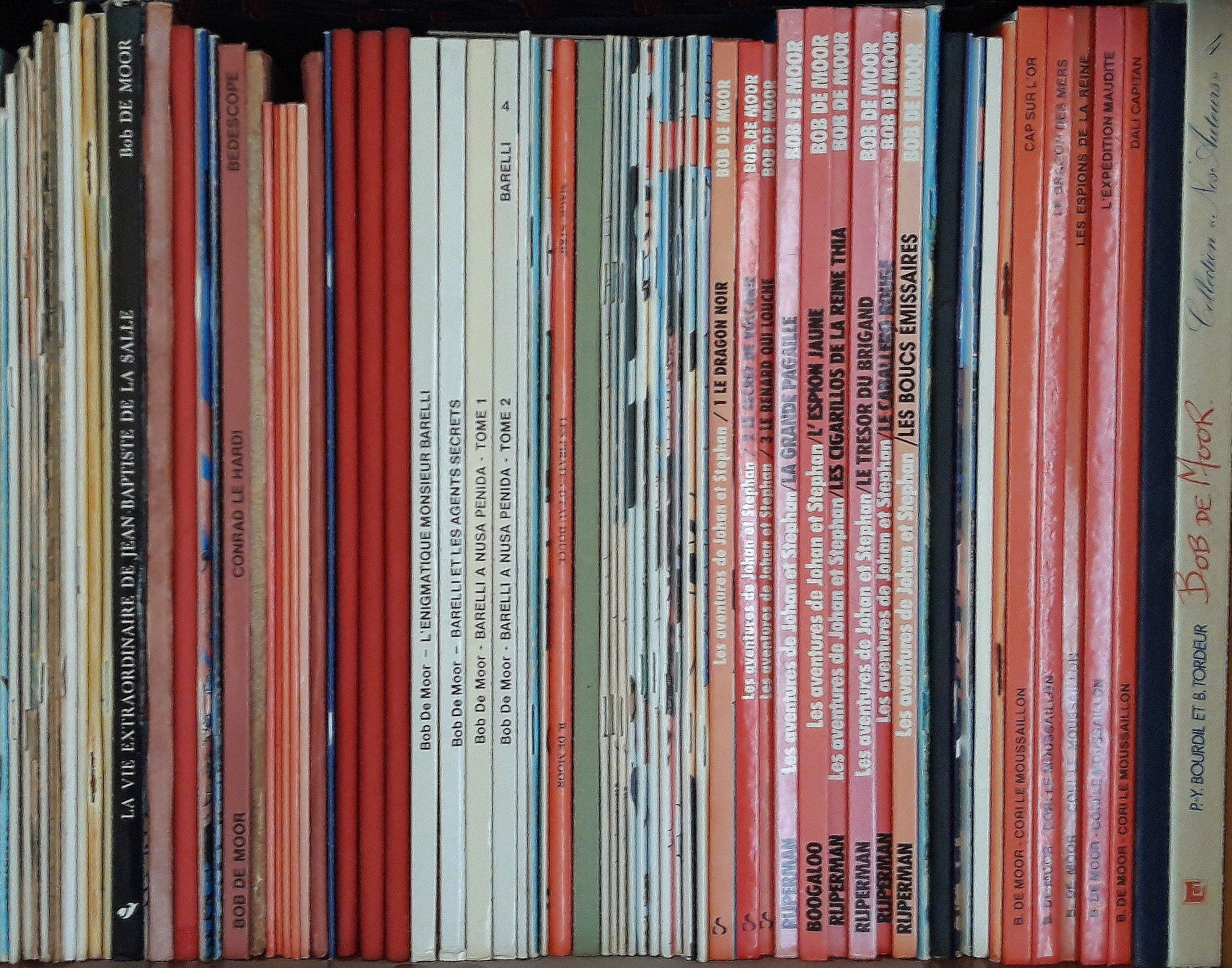
Livres de Bob De Moor.

### Périodiques
- La Compagnie des Grandes Indes, dans Tintin (édition belge), no 38/51 à 47/52, 1951-1952[4]. Publié sous le titre Cori le moussaillon dans l'édition française no 200 à 252, 1952-1953[5].
- L'Invincible Armada, dans Nouveau Tintin no 115-131 et Eppo, 1977-78[5].
- Michel Pierret, « Cori », dans Journal de Tintin Spécial 35 ans, no 39, 1981[5]. Pastiche.
- L'Expédition maudite, dans Les Dernières Nouvelles d'Alsace, 1987.

### Albums
- Cori le Moussaillon (série régulière) :

1. Cori le Moussaillon, A. Leborgne/RTP, coll. « Dessinateurs de notre temps - archives » no 9, 1976.
Sous le drapeau de la Compagnie, Bédéscope, coll. « Rétrospective B.D. », 1979[6]. Réédition BD Must, 2014  (ISBN 9782875351449).
Cap sur l'or, Casterman, 1982  (ISBN 2203320044). 14 planches en moins par rapport à l'édition d'origine.
2. L'Invincible Armada, t. 1 : Les Espions de la Reine, Casterman, 1978  (ISBN 2203320028)[7].
3. L'Invincible Armada, t. 2 : Le Dragon des Mers, Casterman, 1980  (ISBN 2203320036).
4. L'Expédition maudite, avec Bernard Swysen (décors), Casterman, 1987  (ISBN 2203320052). Alfred du meilleur album jeunesse au festival d'Angoulême 1988
L'Expédition maudite, Casterman, 1987. tirage de tête à 400 ex. + 100 hors commerce, avec dossier de 12 pages Le Troisième Voyage de Guillaume Bærentz, relatif à l'histoire.
5. Dali Capitan, Casterman, 1993  (ISBN 2203320060). Six dernières planches dessinées par Johan et Stephan, les fils de Bob de Moor.

- Coffret Cori, Casterman, 1993. Regroupe les cinq tomes.
- Récits de mer, BD Must, 2014. Livret de 24 pages accompagnant l'intégrale BD Must publiée en 2014.